# Lars Nordwall
Lars Felix Nordwall (22 de setembro de 1928 — 27 de outubro de 2004) foi um ciclista de estrada sueco. Representou a Suécia nos Jogos Olímpicos de Verão de 1952 e 1956, terminando respectivamente na quarta e quinta posição.